# Idioma maropa
El maropa, también conocido como reyesano, es la lengua nativa de la región de Reyes y Santa Rosa, en la provincia del General José Ballivián, en el departamento del Beni, Bolivia (Guillaume, 2012).
Desde la promulgación del decreto supremo N.º 25894 el 11 de septiembre de 2000 el reyesano es una de las lenguas indígenas oficiales de Bolivia, lo que fue incluido en la Constitución Política al ser promulgada el 7 de febrero de 2009 (como maropa).

## Situación actual
El maropa es una lengua moribunda que cuenta tan solo con una docena de hablantes, todos mayores de 60 años. Esta lengua es usada muy esporádicamente y en contextos muy restringidos (Guillaume, 2012; Crevels y Muysken, 2009). Guillaume (2012) señala que hasta hace poco tanto el grupo étnico como la lengua maropa eran desconocidos para el mundo exterior. Gracias a los trabajos de recuperación y revitalización del maropa, especialmente los realizados por el profesor Jesús Cáceres Raldes, docente de la Universidad de Reyes, se conoce más de esta lengua y se han desarrollado nuevos proyectos para formalizar su enseñanza.

## Aspectos históricos
Como señala Guillaume (2012), el maropa es la lengua que hablaba la gente indígena de la misión jesuita “Los Santos Reyes”, fundada alrededor del año 1706 en la orilla norte del río Beni, donde ahora se encuentra el pueblo de San Buenaventura. Esta misión es una de las últimas fundadas por los jesuitas en Bolivia y es la más alejada al oeste de los Llanos de Mojos. A causa de los conflictos entre jesuitas y franciscanos, la misión se trasladó al lado derecho del río, donde ahora está el pueblo de Reyes. A raíz de la expulsión de los jesuitas en 1767, la misión quedó mal gestionada y los grupos indígenas se convirtieron en el blanco de abusos y explotación, primero, por parte de ganaderos y después, a finales del siglo XIX y comienzos del siglo XX, por parte de las compañías gomeras, lo que llevó incluso a la desaparición de grupos étnicos enteros. En 1952, el sistema de esclavitud fue abolido en Bolivia. Las nuevas reformas educativas en aquel entonces buscaban integrar, a través de la educación formal, la población indígena a la sociedad boliviana castellanohablante. A raíz de ello, los padres de familia dejaron de transmitir sus idiomas nativos, como p.ej. el maropa, a sus niños. A partir de 1980, gracias a los movimientos indígenas en Bolivia, la reforma agraria y educativa y los diversos trabajos de recuperación y revitalización del maropa, como aquellos realizados por el profesor Jesús Cáceres Raldes, los maropa comenzaron a reconocer el valor de su cultura e idioma.

## Clasificación
El maropa pertenece a la familia tacana, así como el araona, el cavineña, el ese ejja y el tacana (Key 1968; Girard 1971; Key et al. 1992). Dentro de la familia tacana, Girard (1971: 41-48) propone clasificar el maropa dentro del tronco “takanik”, junto con el araona y el tacana.

## Esbozo gramatical

### Fonología
El maropa presenta 18 fonemas consonánticos, como se observa en el cuadro 1. La realización fonética de cada fonema aparece representada entre corchetes, siguiendo el Alfabeto Fonético Internacional (Guillaume, 2012).  
|             | Bilabiales | Linguo-dental | Alveolares | Retroflejas | Alveo-palatales | Velares   | Glotal |
| ----------- | ---------- | ------------- | ---------- | ----------- | --------------- | --------- | ------ |
| Oclusivas   |            |               |            |             |                 |           |        |
| Sordas      | p          |               | t          | ts [tʂ]     | ch [tɕ]         | k kw [kw] |        |
| Sonoras     | b [mb/b]   |               |            | dz [ndʐ/dʐ] |                 |           |        |
| Fricativas  |            |               |            |             |                 |           |        |
| Sordas      |            |               | s          |             | sh [ɕ]          |           | j [h]  |
| Sonoras     |            | d [ð]         |            |             |                 |           |        |
| Vibrante    |            |               | r [ɾ]      |             |                 |           |        |
| Lateral     |            |               | l          |             |                 |           |        |
| Nasales     | m          |               | n          |             |                 |           |        |
| Semivocales | w [w/ß]    |               |            |             | y [j]           |           |        |

Al igual que todas las lenguas tacanas, el maropa presenta cuatro fonemas vocálicos, como se observa en el cuadro 2 (Guillaume, 2012). 
|       | Anterior | Central | Posterior |
| Alta  | i[i/j]   |         | u [ʊ/o]   |
| Media | e [e/ɛ]  |         | u [ʊ/o]   |
| Baja  |          | a       |           |

### Clases de palabras
De acuerdo a criterios semánticos, morfológicos y sintácticos, las palabras del maropa se pueden clasificar en 12 
clases, como se muestra en el cuadro 3 (Guillaume, 2012):
| Clase                                 | Ejemplo                                          |
| ------------------------------------- | ------------------------------------------------ |
| Verbos                                | -maneme- ‘matar’, -ba- ‘ver’                     |
| Nombres                               | anu ‘mujer, abuela’, matuda ‘lagarto’            |
| Adjetivos                             | ai- ‘grande’, dai- ‘bueno’                       |
| Número                                | kwana 'PL', ej. wabu kwana 'chanchos (de tropa)' |
| Cuantificadores                       | pebi ‘uno', dzueji ‘mucho’                       |
| Demostrativos                         | iye ‘este’, ichu ‘aquel’                         |
| Pronombres                            | eme ‘yo’, tuwe ‘él’                              |
| Interrogativos                        | aise ‘quién’, piadu ‘dónde’                      |
| Posposiciones                         | =du ‘LOC’, =da ‘GEN’                             |
| Palabras temporales y de localización | puisa ‘antes’, ebakwedu ‘arriba’                 |
| Partículas                            | chamakani ‘al fin’, seupuadu ‘de repente’        |
| Conjunciones                          | tupebe ‘después’, chasumasa ‘más tarde’          |
| Interjecciones y onomatopeyas         | jera ‘el hablante piensa que es algo difícil’,   |

- En cuanto a los verbos, en el maropa se distinguen dos clases: los verbos flexivos, aquellos que pueden llevar afijos, como p.ej. -dzajaja- ‘caer’ en (1a), y los verbos no flexivos, aquellos que nunca llevan afijos y, por lo tanto, requieren del uso de un verbo auxiliar para tal fin, como p.ej. tsine ‘hacer fiesta' en (1b). A su vez, los verbos flexivo y no flexivos pueden dividirse en verbos transitivos, aquellos que requieren de dos argumentos, agente y paciente, como p.ej. -maneme- ‘matar’, e intransitivos, aquellos que controlan sólo un argumento, como p.ej. -dzajaja- ‘caer’.

| (1a) | E-dzajaja                                                  | te  | ichu  | punawe   | ta      | e-bakwa  | janana=neje. |
|      | FUT-caer                                                   | SEP | aquel | señorita | 3SG.GEN | PFN-cría | niño=ASO     |
|      | ‘Se va a caer esa señorita con su hijo.’ (Guillaume, 2012) |     |       |          |         |          |              |

| (1b) | Tsine =pa                                  | te  | e-pu-ta-(a)ni.       |
|      | hacer.fiesta=RPT                           | SEP | IPFV2-ser-S3PL-IPFV2 |
|      | ‘Están haciendo fiesta.’ (Guillaume, 2012) |     |                      |

- Así como en todas las lenguas tacanas, en el maropa muchos de los nombres que se refieren a partes del cuerpo o de plantas (o de varias entidades) siempre toman un prefijo e-, como p.ej. e-biti ‘piel, cuero, cáscara’, e-kwena ‘hoja’, etc. En esta lengua, se distinguen entonces dos tipos de sustantivos o nombres: los e- nombres, aquellos que llevan el prefijo -e y los nombres independientes, aquellos que no llevan dicho prefijo.
- En cuanto a los adjetivos, estos pueden ser usados de manera atributiva, es decir, como modificadores de un nombre dentro de un grupo nominal, como p.ej. emasa ‘malo’ en (2a); o predicativa, es decir, como complemento del verbo copulativo -pu- ‘ser’ dentro de una cláusula copulativa, como p.ej. tsetse-me ‘fuerte’ en (2b).

| (2a) | K-e-ichadu                                              | te  | iye  | anu   | emasa. |
|      | 1PL-FUT-dejar                                           | SEP | este | mujer | malo   |
|      | ‘La vamos a dejar a esta mujer mala.’ (Guillaume, 2012) |     |      |       |        |

| (2b) | Tsetse-me                                                   | e-pu=be.   |
|      | fuerte-SFA                                                  | FUT-ser=PF |
|      | ‘(La yuca que he rayado) va estar fuerte.’(Guillaume, 2012) |            |

- En el maropa, se usa la palabra kwana como pluralizador, el cual se pospone a la palabra que modifica. Cuando un grupo nominal incluye tanto la palabra plural como un adjetivo, la palabra plural viene primero y el adjetivo segundo, como se observa en (3).

| (3) | A-jemi-ta(-a)=be                             | te  | dzueji | akwi | kwana  | lulu-me   |
|     | PAS-sacar-A3-PAS=PF                          | SEP | mucho  | palo | plural | largo-SFA |
|     | ‘Sacó varios palos largos.’(Guillaume, 2012) |     |        |      |        |           |

- Como se observa en el cuadro 4, en el maropa se distinguen dos tipos de demostrativos: los demostrativos nominales, aquellos que se usan como modificadores de un nombre dentro de un grupo nominal, y el demostrativo para apuntar iyaa, que se usa para presentar/introducir una persona, animal o cosa en el discurso, así como en castellano cuando uno dice ‘aquí hay X’.

|                  | Demostrativos nominales | Demostrativos para apuntar |
| Mayor proximidad | iye ‘este’              | iyaa ‘hay aquí/ahí/allí’   |
| Menor proximidad | tuwe ‘ese’              | iyaa ‘hay aquí/ahí/allí’   |
| Lejanía          | ichu ‘aquel’            | iyaa ‘hay aquí/ahí/allí’   |

- En cuanto a los pronombres, el maropa presenta una única clase de pronombres (cuadro 5) para reemplazar nombres independientemente que ocupan los roles de sujeto, agente o paciente, o nombres que funcionan como argumento de las posposiciones =neje ‘ASO’, pedu ‘LOC.GNL’ y buja ‘SMLR'.

| Persona | Singular | Plural   |
| 1       | eme      | ekama    |
| 2       | mi(w)e   | mika(we) |
| 3       | tu(w)e   | tuna(we) |

El maropa presenta, además, una clase específica de pronombres para la función genitiva y una clase de pronombres posesivos/benefactivos, como se observa en los cuadros 6 y 7 respectivamente.

| Persona | Singular | Plural   |
| 1       | ki (ke)  | eka(da)  |
| 2       | mi       | mika     |
| 3       | ta       | tuna(da) |

| Persona | Singular | Plural   |
| 1       | keje     | ekadama  |
| 2       | mijewe   | mikadawe |
| 3       | tudawe   | tunadawe |

- El maropa presenta un conjunto de posposiciones que indican el papel que juegan los grupos nominales (como p.ej. posesor, lugar, tiempo, acompañante, instrumento, recipiente, etc.). En (4), por ejemplo, la posposición =du ‘LOC’ indica que ke te ‘mi chaco’ juega el papel de lugar:

| (4) | Baudza=chenu                                  | m-a-puti-a     | te  | ke      | te=du.    |
|     | ayer=EMP                                      | 1SG-PAS-ir-PAS | SEP | 1SG.GEN | chaco=LOC |
|     | ‘Ayer pobre fui a mi chaco.’(Guillaume, 2012) |                |     |         |           |

- El maropa presenta, además, un conjunto de partículas, utilizadas para expresar varios tipos de información a nivel de la oración, como p.ej. información de tipo aspectual (ej. chamakani ‘al fin’), información sobre el nivel de certidumbre (ej. seupuadu ‘de repente’), etc. Según su posición en la oración, las partículas se pueden clasificar de la siguiente manera: partículas independientes, aquellas que no gozan de una posición fija en la cláusula, como p.ej. chamakani ‘al fin’ en (5); partículas de primera posición, aquellas que se ubican siempre al principio de la oración; partículas de segunda posición, aquellas que siempre siguen la primera palabra o frase de la oración; partículas prepuestas, aquellas que se anteponen a las palabras que modifican; partículas pospuestas, aquellas que se posponen a las palabras que modifican; y partículas separadoras, aquellas que se colocan opcionalmente entre palabras o sintagmas como delimitadores de constituyentes sintácticos.

| (5a) | Chamakani                                                | te  | m-a-ipia(-a)=be          | te  | ki      | machitu. |
|      | al.fin                                                   | SEP | 1SG-PAS-acordarse-PAS=PF | SEP | 1SG.GEN | machete  |
|      | ‘Ya al último me acordé de mi machete.’(Guillaume, 2012) |     |                          |     |         |          |

| (5b) | K-a-ina(-a)                                         | chamakani | te  | noviyo. |
|      | 1PL-PAS-coger-PAS                                   | al.fin    | SEP | novillo |
|      | ‘Lo cogimos enseguida el novillo.’(Guillaume, 2012) |           |     |         |

### Cláusulas
Guillaume (2012) distingue dos tipos de cláusulas: las cláusulas independientes, que pueden ser, a su vez, verbales o copulares, como se muestra en (6) y (7) respectivamente, y las cláusulas dependientes, que pueden ser cláusulas de meta marcadas por el sufijo -pu(ji) y cláusulas condicionales marcadas por el sufijo -kwatse, como se muestra en (8) y (9) respectivamente. Para expresar otros tipos de relaciones (temporal, relativa, etc.), el idioma  combina entre sí cláusulas que morfosintácticamente son independientes, pero que caen dentro del mismo contorno entonacional que la cláusula independiente principal.

| (6) | M-e-puti                                  | te  | ki      | etai=du  |
|     | 1SG-FUT-ir                                | SEP | 1SG.GEN | casa=LOC |
|     | ‘Yo voy a ir a mi casa.’(Guillaume, 2012) |     |         |          |

| (7) | Tuwe                                                               | te  | suerte-ji  | a-pu-a.     |
|     | 3SG                                                                | SEP | suerte-CON | PAS-ser-PAS |
|     | ‘Él no más tuvo suerte (lit. estuvo con suerte).’(Guillaume, 2012) |     |            |             |

| (8) | M-a-kwasa(-a)=be                                              | te  | shita | m-e-teri-puji       | te  | ki      | trapichi=du  |
|     | 1SG-PAS-cortar-PAS=PF                                         | SEP | caña  | 1SG-IPFV-moler-META | SEP | 1SG.GEN | trapiche=LOC |
|     | ‘Corté ya caña para molerla en el trapiche.’(Guillaume, 2012) |     |       |                     |     |         |              |

| (9) | M-e-ina-ta-kwatse                                                        | m-a-dza-ta(-a)       | te  | puisa | te  | iba   |
|     | 1SG-IPFV-coger-A3-COND                                                   | 1SG-PAS-comer-A3-PAS | SEP | antes | SEP | tigre |
|     | ‘Si me hubiera agarrado, ya me habría comido el tigre.’(Guillaume, 2012) |                      |     |       |     |       |